# Guillermo de Saliceto

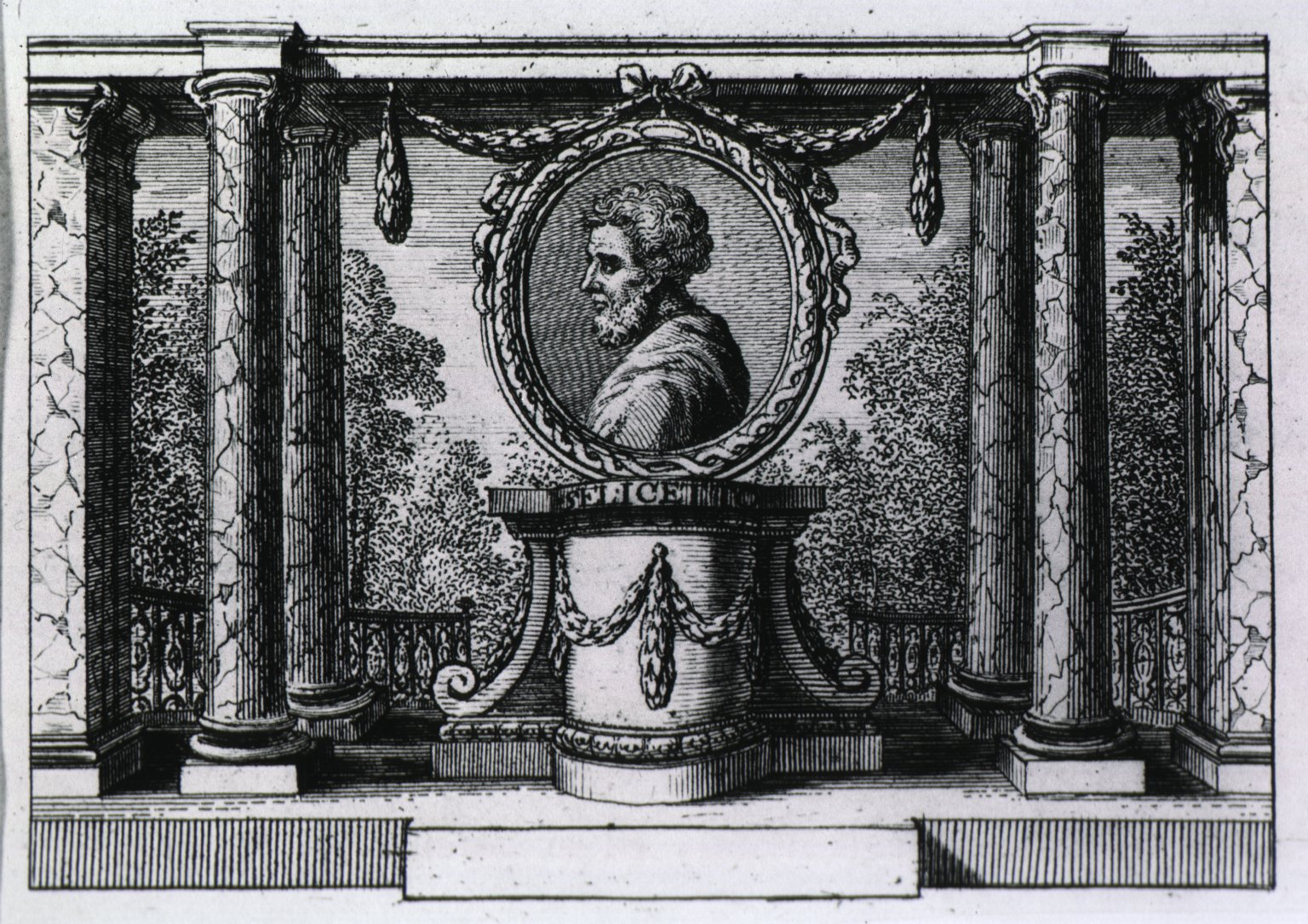
Guillermo de Saliceto

Guillermo de Saliceto (Saliceto, c. 1210–Piacenza, c. 1277) fue un médico italiano, uno de los grandes maestros de la cirugía de la época medieval.

## Biografía
Nacido en un pueblo de la provincia de Piacenza, Guillermo estudió en Bolonia (tal vez como alumno de Ugo Borgognoni).
Después de un largo vagar por la inestabilidad política de la época, se situó permanentemente en Bolonia, como maestro cirujano. También fue profesor en Pavía, donde entre 1245 y 1248 se reunió con Federico II Hohenstaufen con quien trató la filosofía y la medicina. 
Fue el primero en defender y acercar la importancia de la cultura en el arte quirúrgico médico. Guillermo de Saliceto reintrodujo el uso de la Facultad de medicina y el uso del cuchillo quirúrgico en Italia, suprimido por los árabes a favor del cauterio.
Rompió tradición con Galeno afirmando que la formación de pus era mala para las heridas y el paciente. Fue profesor en la Universidad de Bolonia. En 1275 escribió Cyrurgia donde promovió el uso de un cuchillo quirúrgico por cauterización, allí también apoya la importancia del conocimiento de la anatomía, siguiendo la tradición de la escuela boloñesa de Mondino de Liuzzi y describe además de forma maravillosa el arte quirúrgico. También fue el autor de Summa conservationis et curationis para la higiene y la terapia. Guillermo dio conferencias sobre la importancia del baño regular para los bebés y cuidados especiales para la higiene de las embarazadas.
Entre sus alumnos estaba Lanfranco de Milán, considerado uno de los fundadores de la escuela médica francesa.